# Hähn
Hähn ist ein Wohnplatz in der Gemeinde Kürten im Rheinisch-Bergischen Kreis.

## Beschreibung und Lage
Hähn liegt abseits überörtlicher Straßen im Südwesten der Gemeinde Kürten auf einem Höhenzug zwischen den Ortsteilen Oberbörsch und Hufe. In der Nähe entspringt der Alemigssiefen, ein Bach, der durch das Naturschutzgebiet Alemigsiefental fließt und anschließend in den Dürschbach mündet. Der Name stammt nach Interpretation des örtlichen Geschichtsvereins ab von Hagen mit der Bedeutung eingefriedetes Gehöft im Walde. Mundartlich spricht man von om Hähn.

## Geschichte
Die Topographia Ducatus Montani des Erich Philipp Ploennies aus dem Jahre 1715, Blatt Amt Steinbach, belegt, dass der Ort bereits 1715 bestand und aus einem Hof bestand. Aus der Charte des Herzogthums Berg 1789 von Carl Friedrich von Wiebeking geht hervor, dass Hähn zu dieser Zeit Teil der Honschaft Engelsdorf im Kirchspiel Kürten war und Han genannt wurde.
Unter der französischen Verwaltung zwischen 1806 und 1813 wurde das Amt Steinbach aufgelöst und Hähn wurde politisch der Mairie Kürten im Kanton Wipperfürth im Arrondissement Elberfeld zugeordnet. 1816 wandelten die Preußen die Mairie zur Bürgermeisterei Kürten im Kreis Wipperfürth. Hähn gehörte zu dieser Zeit zur Gemeinde Kürten.
Der Ort ist auf der Topographischen Aufnahme der Rheinlande von 1824 und auf der Preußischen Uraufnahme von 1840 als Hähn verzeichnet. Ab der Preußischen Neuaufnahme von 1892 ist er auf Messtischblättern regelmäßig als Hähn verzeichnet.
1822 lebten acht Menschen im als Hof kategorisierten Ort. Der 1845 laut der Uebersicht des Regierungs-Bezirks Cöln als Hof kategorisierte Ort besaß zu dieser Zeit zwei Wohnhäuser. Zu dieser Zeit lebten 16 Einwohner im Ort, die alle katholischen Bekenntnisses waren. Im Gemeindelexikon für die Provinz Rheinland von 1888 werden fünf Wohnhäuser mit 19 Einwohnern angegeben. Im Jahr 1905 zählt der Ort fünf Wohnhäuser mit 26 Einwohnern und gehörte zum Kirchspiel Biesfeld.
1927 wurden die Bürgermeisterei Kürten in das Amt Kürten überführt. In der Weimarer Republik wurden 1929 die Ämter Kürten mit den Gemeinden Kürten und Bechen und Olpe mit den Gemeinden Olpe und Wipperfeld zum Amt Kürten zusammengelegt. Der Kreis Wipperfürth ging am 1. Oktober 1932 in den Rheinisch-Bergischen Kreis mit Sitz in Bergisch Gladbach auf.
1975 entstand aufgrund des Köln-Gesetzes die heutige Gemeinde Kürten, zu der neben den Ämtern Kürten, Bechen und Olpe ein Teilgebiet der Stadt Bensberg mit Dürscheid und den umliegenden Gebieten kam.